# 伍文運
伍文運（?—?），福建宁化縣人，清朝政治人物、進士出身。
乾隆四年（1739年）己未科進士，擔任永安知州。